# Voivodato di Kielce

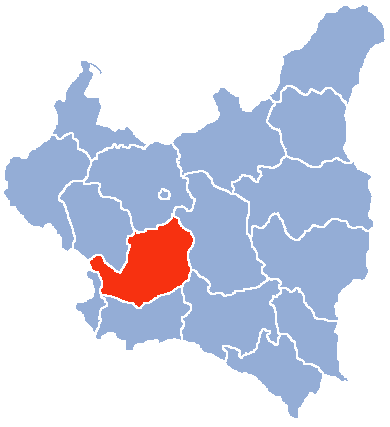
Il voivodato tra il 1921 e il 1939

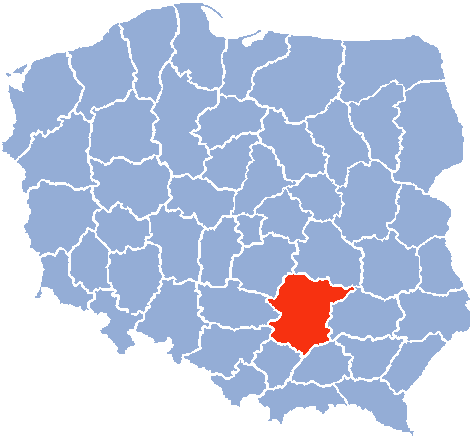
Il voivodato tra il 1975 e il 1998

Il voivodato di Kielce fu un'unità di divisione amministrativa e governo locale della Polonia esistito in diversi momenti della storia polacca.
Il primo voivodato di Kielce esistette tra il 1921 e il 1939.
Il secondo voivodato di Kielce (in polacco: województwo kieleckie) esistette come unità di governo locale tra gli anni 1945 e 1975, e fu sostituito in tale anno dai voivodati di Kielce, di Radom e parzialmente dal Voivodato di Tarnobrzeg. La città capitale era Kielce.
Il voivodato di Kielce fu istituito anche negli anni 1975-1998, e fu sostituito nel 1999 dal voivodato della Santacroce. Ebbe come capitale Kielce.

## Principali città
- Kielce
- Ostrowiec Świętokrzyski
- Starachowice
- Skarżysko-Kamienna
- Końskie